# 俄里翁

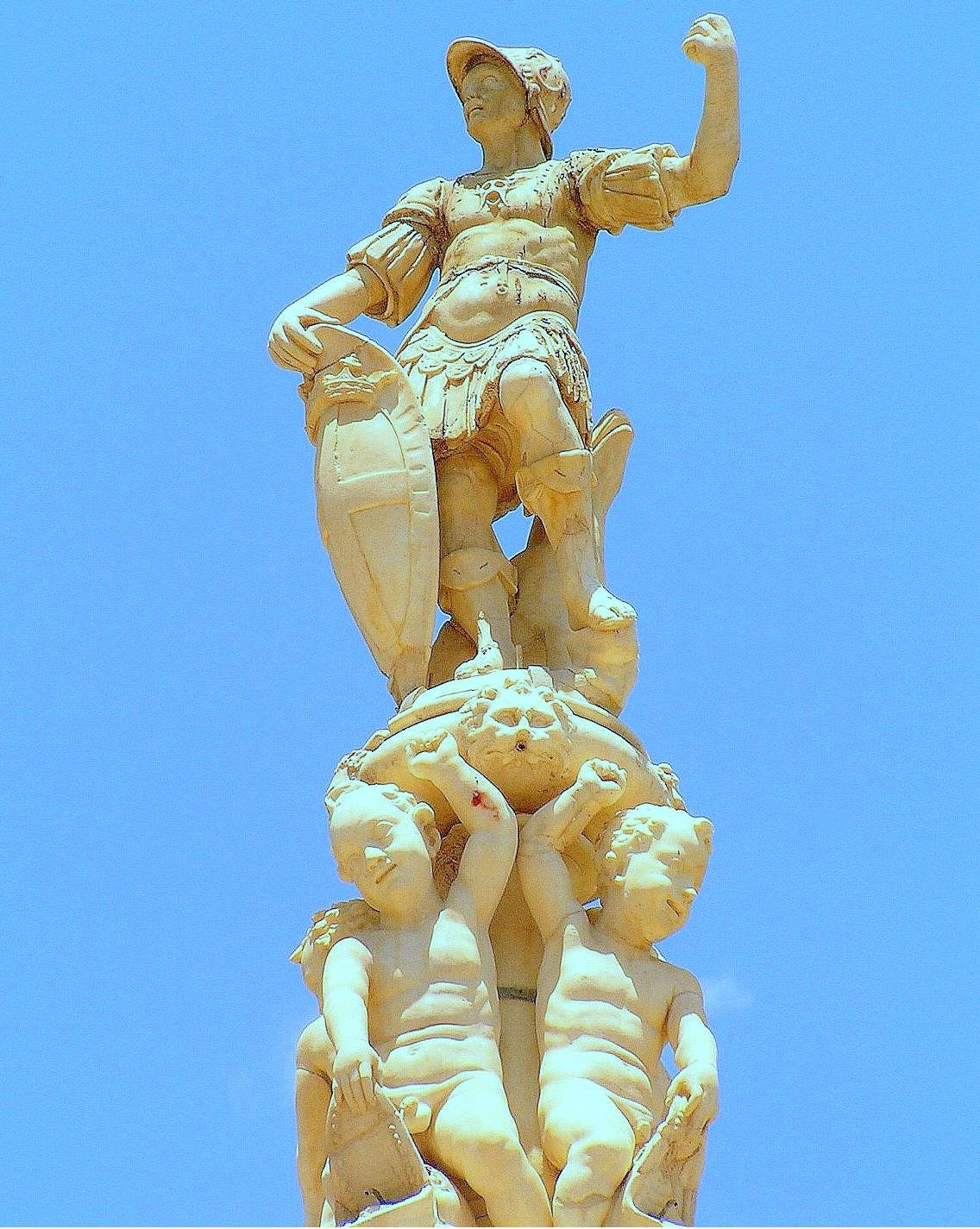
意大利雕塑家蒙托尔索里于1553年所设计的俄里翁雕像。

俄里翁是古希腊神话中的一位年轻英俊的巨人。他是海神波塞頓之子。他臂力过人，喜欢整天穿梭在丛林里打猎，身旁有他忠誠的猎犬紧紧跟随着他。死后的俄里翁化作了猎户座，延續他與月亮女神阿緹蜜絲的愛情故事。

## 神话故事

### 追逐七姐妹
普勒阿得斯七姐妹是阿特拉斯和水泽仙女普勒俄涅的女儿。在密林深处，俄里翁与普勒阿得斯不期而遇。年轻漂亮的仙女们诱发了俄里翁对她们深深的爱恋，他愈接近她们，他的心就愈是灼热。他靠近她们，正准备开口说话时，普勒阿得斯吓得一哄而散，四处躲藏。俄里翁很怕失去她们，便对她们进行永无休止的追求，普勒阿得斯从而被迫逃亡了5年。最终普勒阿得斯向天神求助，后来天神宙斯则将这七姐妹安置在天上，化作了闪亮的昴星团中的七颗星。

### 俄里翁最初的婚姻
墨洛珀的父亲和克奥斯的国王——俄罗皮翁都同意了他们的婚姻，但是有一个条件，就是要让未来的女婿必须要以自己的勇敢行为才能赢得新娘。可是此刻的俄里翁因病所困，体力可能支撑不住。于是他想，与其公开结婚，还不如诱拐到手。但他的计谋很快就被俄罗皮翁的高度警惕给挫败了，后来俄里翁不仅失去了新娘，而且还双目失明，成了瞎子。

### 俄里翁之死

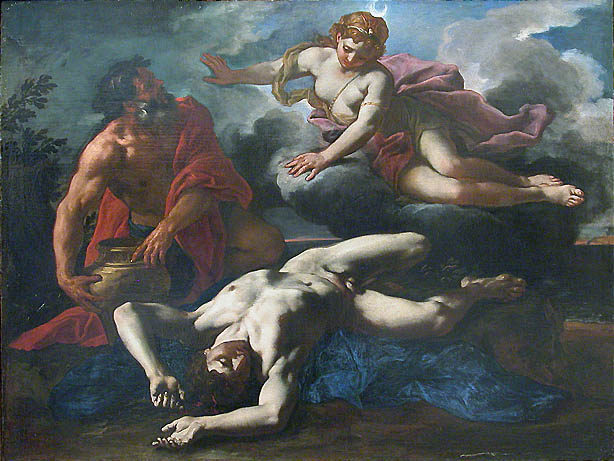
阿耳忒弥斯的一箭结束了她与俄里翁之间的幸福生活。俄里翁死后化作了天上的星座——猎户座，永远只能与心仪的人遥遥相望。

婚姻失败并且失明了的俄里翁顺着打铁的槌声来到了铁匠之神赫菲斯托斯的铁匠炉前。赫菲斯托斯非常同情他的遭遇，就让自己的铁匠徒弟做他的向导，去找太阳神阿波罗求助。东方的阳光使俄里翁恢复了视觉，阿波罗见他十分可怜，且又精通狩猎，就把他送给了自己的姐姐阿耳忒弥斯。俄里翁年轻英俊，擅长打猎，颇得阿耳忒弥斯的喜爱。阿波罗听说姐姐要嫁给俄里翁，心里极不痛快。于是他屡次三番的阻止姐姐和俄里翁的亲事，可阿耳忒弥斯就是不听弟弟的话。阿波罗顿时起了杀意，只有除掉俄里翁才能保住姐姐的贞洁。有一次，阿波罗见到俄里翁在水中行走，水面上只浮出了他的头顶。他就指着俄里翁的头顶和阿耳忒弥斯打赌说，她一定无法射中飘在水面上的这个东西。听弟弟这么说，阿耳忒弥斯肯定是不服气的，随后她便射出了这万无一失的致命一箭，命中了目标。随即波浪将俄里翁的尸体冲到了岸边。阿耳忒弥斯发现后，悲痛欲绝，知道自己犯下了无法挽回的过失。为了赎罪，她把俄里翁安置到了天上，成为了猎户座。只见天上有一个束着腰带，佩着剑，手提短棍的巨人，身后跟着他的是大犬座的猎犬，前面飞着的则是普勒阿得斯七姐妹。
这件事之后，阿尔忒弥斯便再也不与阿波罗见面，不论阿波罗怎样懊悔地追赶他的姐姐想和她道歉，阿尔忒弥斯总是在他到达的前一刻离开，从此月亮和太阳不再有交集，这就是希腊神话传说中太阳和月亮不会一同在天空中的原因。

## 流行文化中的俄里翁
俄里翁在手機遊戲《Fate/Grand Order》之中與阿耳忒弥斯一同以「Archer」的職階登場，為雙人一組搭擋參戰的Servant當中的熊；於第2部第5章單獨以「Archer」的職階“超人俄里翁”登場，而且是冠位从者。后续杂志访谈提及最初原本作为铜阶「Berserker」阶预定登场，最后由奈须做主意更改设定。
《聖鬥士星矢 聖鬥少女翔》作为附身爱人响子身上的邪神厄里斯手下的邪斗士身份出场，由原本是白银圣斗士转生，其实力评价与雅典娜的黄金圣斗士不相伯仲。
1997年電影《MIB星際戰警》(Men in Black (1997 film))中，其中一個外星人皇室成員，假冒頂替成一個地球上的鑽石商人，並把「銀河系」收藏在他的貓兒「獵戶座(Orion)」的項圈上。